# Fijn- grof- en hoefsmederij J.H. Eijhusen en Zn.

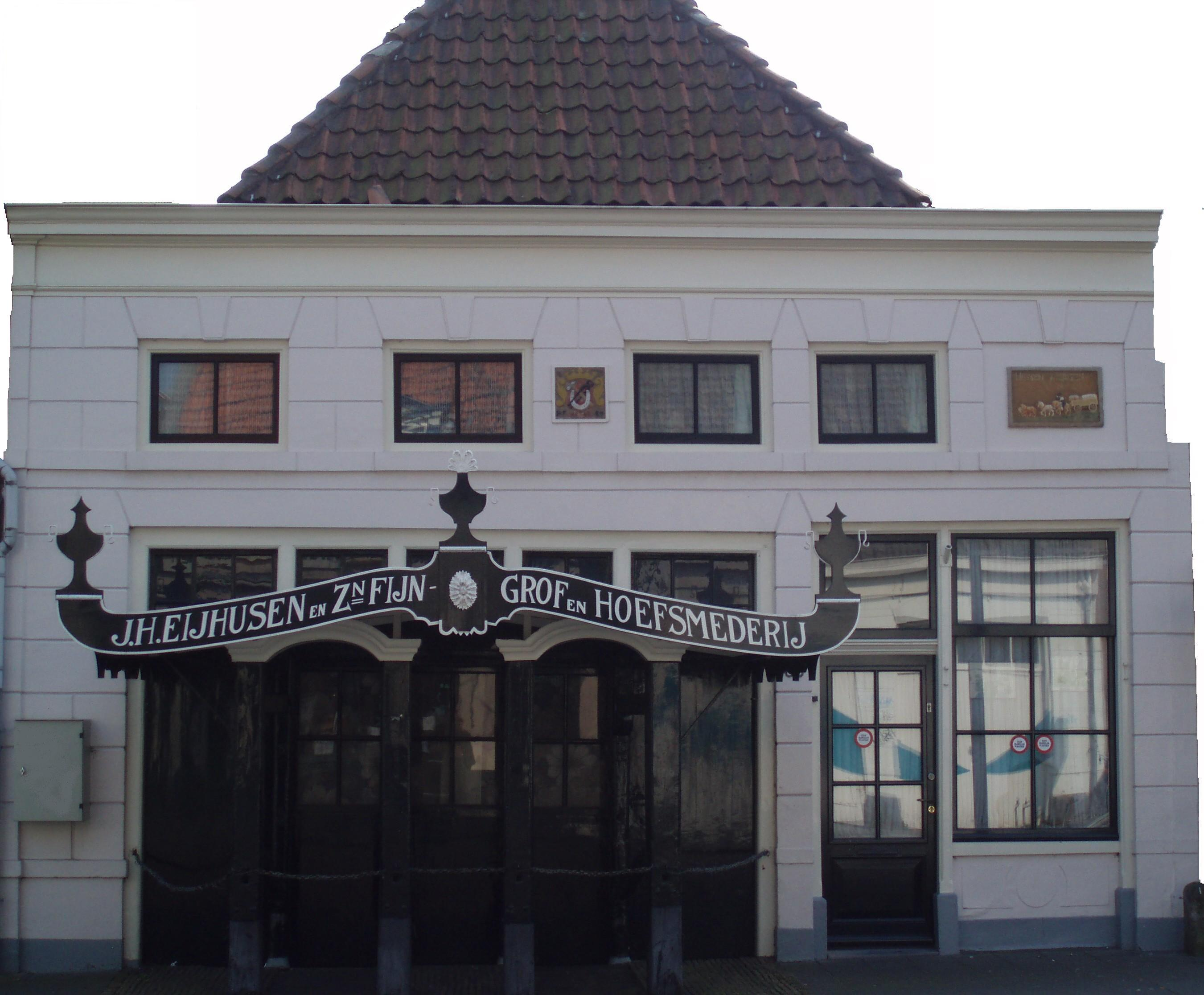
De voorgevel van de smederij

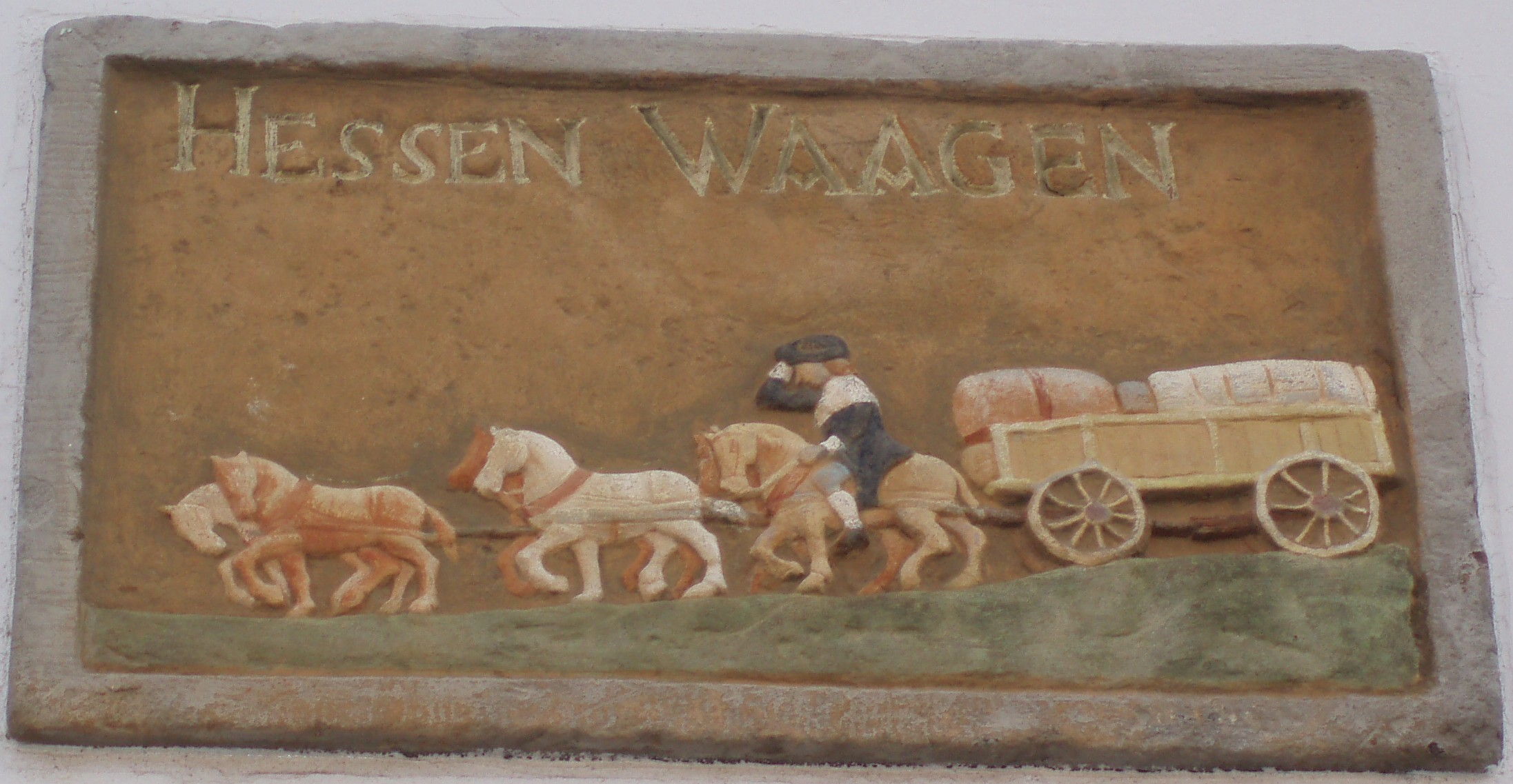
Gevelsteen die rechtsboven in de gevel is te zien

Fijn- grof- en hoefsmederij J.H. Eijhusen en Zn. is een voormalige smederij en noodstal aan de Thomas a Kempisstraat 38 in Zwolle.

## Kenmerken
Het gebouw is een rijksmonument met een lijstgevel en een travalje.

Het pand is voorzien van twee gevelstenen. Op de ene zijn afgebeeld een hamer, nijptang, hoefijzer en het jaartal 1885. Dit is het jaar waarin Hendrik Frederik Eijhuisen een smederij begon in dit pand. De andere steen is van een vroegere datum toen het pand in gebruik was als herberg. Hierop is een Hessenwagen afgebeeld. Deze steen lag oorspronkelijk achter de smederij en fungeerde daar als deksel van de rioolput.

## Geschiedenis
In 1835 begon Johannes Bernardus Bos een smederij op deze plek. Op 12 mei 1885 verkocht hij het pand aan Hendrik Frederik Eijhuisen, waarna het bedrijf in 1910 op naam kwam te staan van Jurrie Heinrich Eijhuisen. In 1943 werd dit een firma onder vennootschap met de naam Firma J.H. Eijhuisen en Zoon. Ten slotte werd het pand in 1972 aan de gemeente Zwolle verkocht.